# La Rabière
La Rabière est un quartier populaire de la commune de Joué-lès-Tours, situé dans la partie centrale de la commune et dans le sud de la métropole de Tours. C'est un quartier de grands ensembles principalement sociaux, construit sous la forme d'une zone à urbaniser en priorité (ZUP) entre 1958 et 1978 sur d'anciennes emprises agricoles qui lui ont donné son nom.
La Rabière est classé en tant que quartier prioritaire de la politique de la ville et fait face à des problèmes de délinquances et à des difficultés sociales importantes. Il fait l'objet de projets de réhabilitations depuis le début des années 2000 et est desservi par le tramway de Tours depuis 2013. Avec près de 6 100 habitants en 2018, c'est le deuxième plus grand quartier prioritaire de la métropole après le Sanitas.

## Toponymie
La zone est déjà dénommée Rabière dans le cadastre napoléonien de 1812, et renvoie au château de la Rabière déjà mentionné dans les registres paroissiaux. Le mot « Rabière » désigne selon le CNRTL un « terrain consacré à la culture des raves » et fait ainsi référence au passé agricole de la zone.

## Délimitation
Le quartier de la Rabière est situé dans le centre de la commune de Joué-lès-Tours, légèrement au sud de son centre-ville, au nord de la rocade de Tours et à proximité de la zone industrielle. C'est un quartier périphérique au sein de la métropole de Tours, étant situé dans la partie sud de celle-ci. 
Le quartier est délimité par le boulevard Jean-Jaurès au nord, la rue de la Douzillère à l'ouest, les rues Jean Bouin et Charles Garnier au sud et enfin les rues Armand-Carrel et Verdun à l'est.

## Histoire

### Implantations anciennes

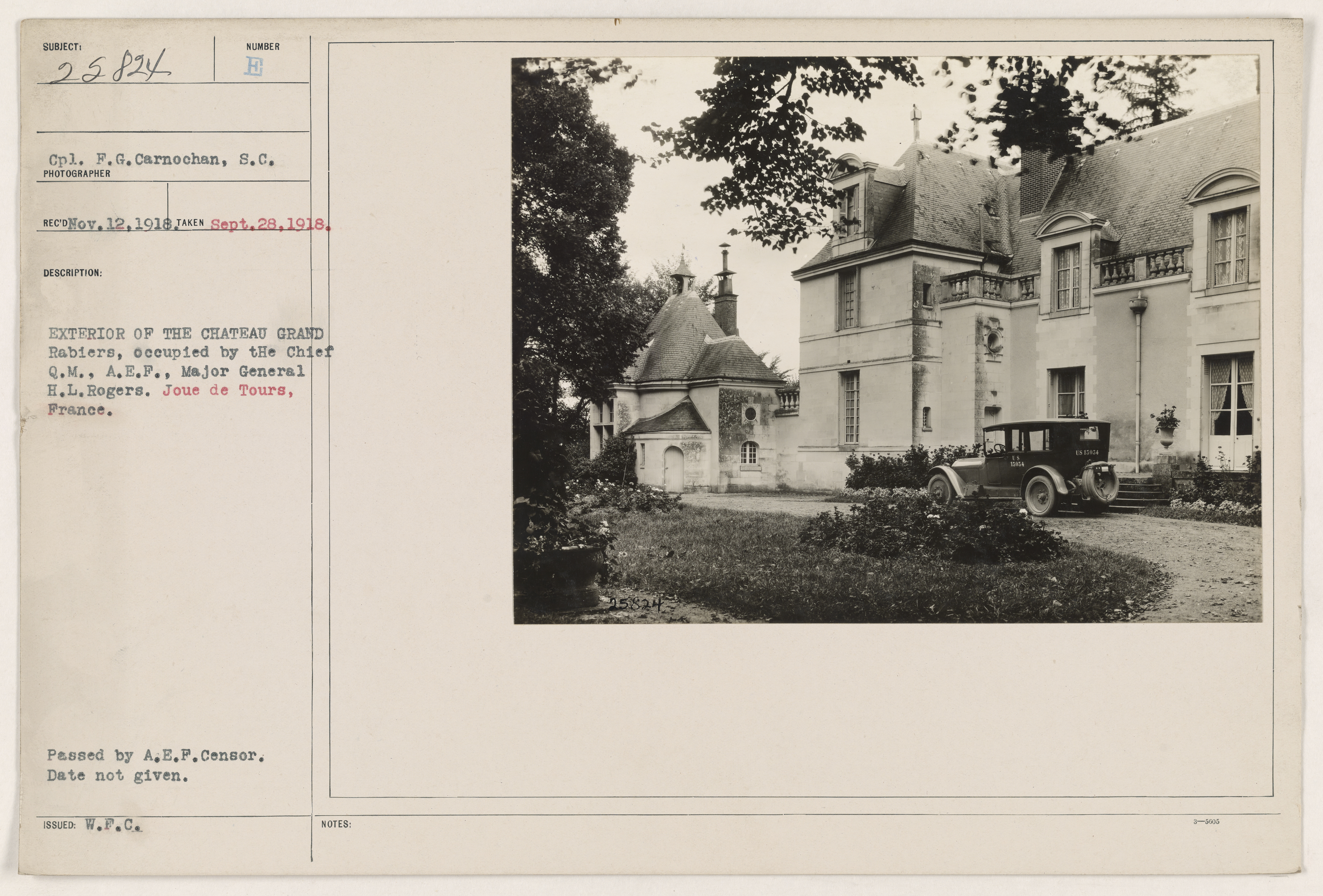
Le château de la Rabière en 1918.

La zone correspondante à l'actuel quartier de la Rabière est anciennement cultivé et occupé par quelques fermes et résidences en pierres. Le château de la Rabière, parfois appelé Grande-Rabière, est mentionné dès 1511 dans les registres paroissiaux et toute la zone est dénommée Rabière dans le cadastre napoléonien de 1812 et contient quelques autres propriétés (notamment Rotière, Blotière, Troue et Bélangerie). 
Quelques vestiges de certaines de ces propriétés sont encore visibles aujourd'hui, comme la Blotière au nord de la rue Jean Bouin ou le château de la Rabière. Ce dernier est racheté par la commune en 1965 et son jardin devient le parc public de la Rabière en 1972. Mal entretenu, le château a de plus partiellement brulé en 1967.

### Urbanisation

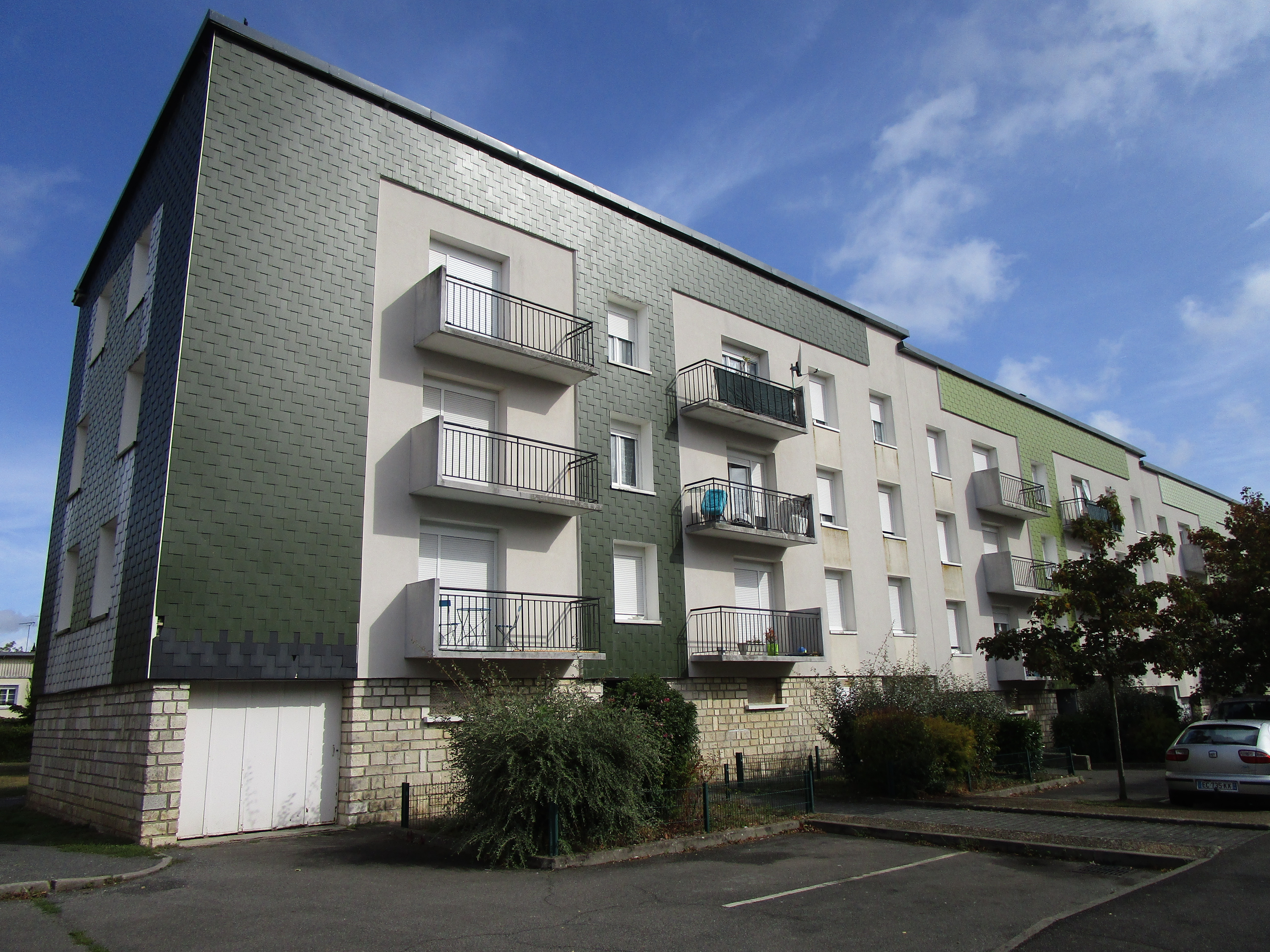
Immeuble rue du Maréchal Joffre, secteur de la vieille Rabière, avant rénovation.

Dès les années 1950, l'agglomération de Tours fait face à une demande inédite de logements dans le contexte des Trente Glorieuses. En effet, l'explosion des naissances de l'après-guerre, l'exode rural, l'arrivée de travailleurs immigrés et les rapatriements d'Algérie en 1962 entrainent une forte croissance démographique de la ville, qui peine à construire suffisamment de logements. En conséquence, la population souffre d'un mal-logement problématique entrainant une surpopulation des habitations et des constructions de fortune. 
La ville de Tours répond avec la construction de grands ensembles aptes à résoudre cette crise, avec notamment le vaste chantier du Sanitas qui débute en 1958. Cependant, Tours manque d'espace à bâtir alors que le Cher n'est pas encore aménagé et que la ville ne se développera au nord de la Loire qu'après les fusions de Saint-Symphorien et Sainte-Radegonde en 1964. La commune voisine de Joué-lès-Tours entame peu après le Sanitas son propre projet de nouveau quartier, disposant dans sa partie sud de vastes terres agricoles constructibles. 
La création de la Rabière commence avec la constitution d'une ZUP (« zone à urbaniser en priorité ») en 1958, peu de temps après le début de la construction du grand ensemble du Morier qui sera livré en 1964. Le chantier avance par étapes : le secteur dit de la « vieille-Rabière » est le premier à être achevé entre 1960 et 1964 à l'extrémité est du quartier, entre les rues de la Rotière et Verdun, avec près de 300 logements. Les constructions se prolongent ensuite vers l'ouest et le sud. Comptant 136 logements, le secteur des Gémeaux est aménagé en 1975 et le quartier est totalement urbanisé en 1978,,. Le quartier était censé s'étendre à l'est du parc de la Rabière, mais cet espace sort du programme de la ZUP pour être converti en zone d'aménagement concerté (ZAC) qui permet la construction de la zone pavillonnaire de la Vallée-Violette entre 1975 et 1988.

### Réhabilitations

#### Premier programme de rénovation urbaine: 2004 - 2013

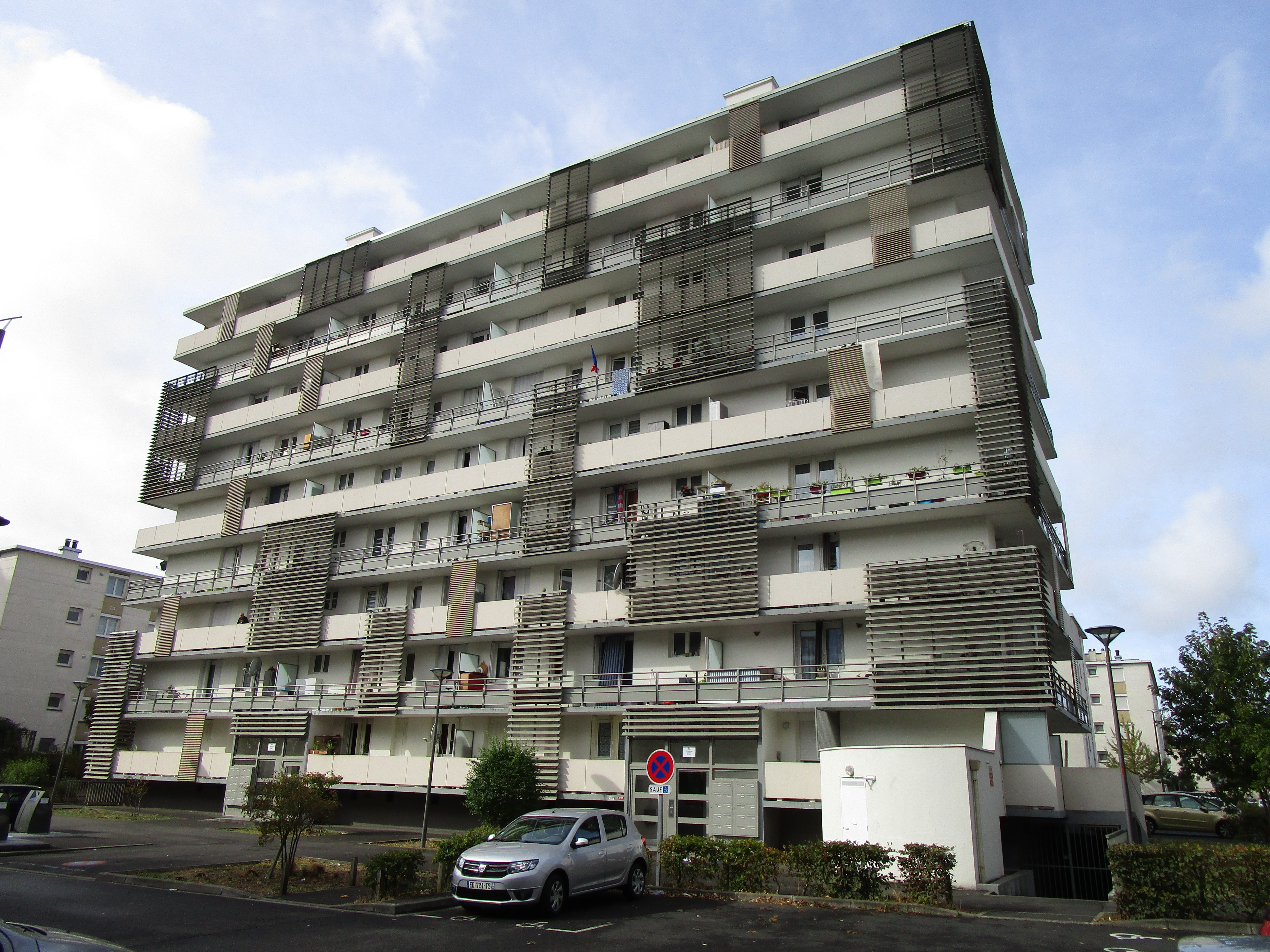
Immeuble rénové en 2013, rue Delorme.

Le quartier de la Rabière fait l'objet de projets de rénovation urbaine de l'ANRU depuis les années 2000. Le premier programme commence par restructurer le secteur compris entre les rues de Lavoisier et Gay Lussac entre 2004 et 2008. L'opération comprend la destruction partielle de deux immeubles afin de créer des ouvertures entre les rues Lavoisier et Ampère en brisant la continuité de longues barres, ce qui conduit à la disparition de 36 logements sociaux.
En 2008, le foyer Marie-Curie pour personnes âgées de 56 lits est détruit, à l'est de la rue Pierre de Coubertin. Il laisse place dans les années qui suivent à un ensemble de maisons et immeubles de taille modeste. Au total, il compte 36 appartements sociaux, douze maisons privées et dix autres réservées à des personnes âgées.
En 2013, les secteurs à l'ouest de la rue Pierre de Coubertin et au sud de la rue Jacques Poirrier sont également rénovés. Un nouvel axe entre cette dernière rue et la rue Le Nôtre est créé par la destruction partielle d'une barre d'immeuble qui voit disparaitre 30 logements. Dans ce secteur, une pépinière d'entreprises est inaugurée en 2012 sur la rue Mansart avec une surface de 1 200 mètres carrés pour 29 bureaux et des tarifs de locations préférentiels pour les nouvelles entreprises. Le centre commercial de la Rabière est également réhabilité et l'arrivée du tramway de Tours en septembre 2013 est vu comme un moyen de désenclaver le quartier.

#### Second programme de rénovation urbaine: 2014 - 2027
En 2015, les cinq immeubles composants le secteur des Gémeaux voient leurs façades réhabilitées, alors que la réfection des espaces publics attendra le lancement du second programme de rénovation urbaine de l'ANRU. Censé se dérouler entre 2020 et 2027, il fait l'objet d'une attention des pouvoirs publics qui l'ont classé d'« intérêt régional » avec un budget de 20 millions d'euros. Le programme se concentre principalement dans le secteur de la vieille-Rabière, encore non réhabilité alors qu'il est le plus ancien. Il est prévu d'y rénover 224 logements répartis dans sept immeubles, avec des mises aux normes et une isolation thermique. L'un des bâtiments deviendra le seul du secteur à disposer d'ascenseurs, dans le but d’accueillir des personnes à mobilité réduite. 
De plus, le programme prévoit d'ici 2024 la destruction de 122 logements sociaux, dont la tour Pradier (54 logements) dans le sud du quartier et deux immeubles de la vieille-Rabière : 32 logements rue Verdun et 36 autres rue Picot,. Ces deux dernières destructions devraient permettre de créer un axe est-ouest végétalisé dans le prolongement de la rue Lavoisier en plus de la construction de deux immeubles : 20 logements en accession sociale à la propriété rue Verdun et 42 locatifs sociaux sur la limite du quartier, ilot Gratias. La tour Pradier, qui a la réputation d'être le cœur des problèmes d'insécurité, sera détruite en 2023 sur décision de la ville, hors du programme ANRU, pour deux millions d'euros et laisser place à un espace public.

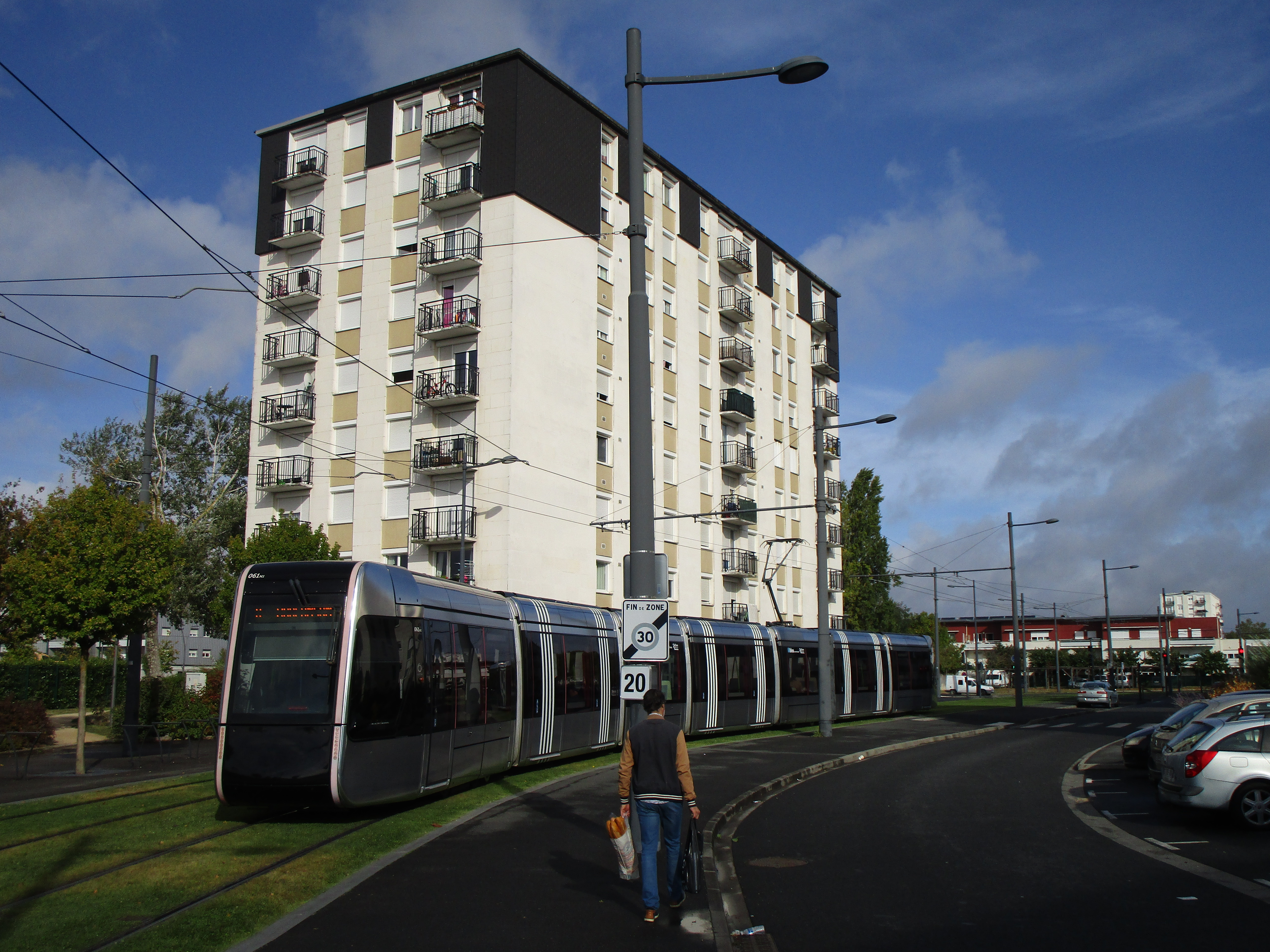
Pradier, la « tour infernale », en 2019.
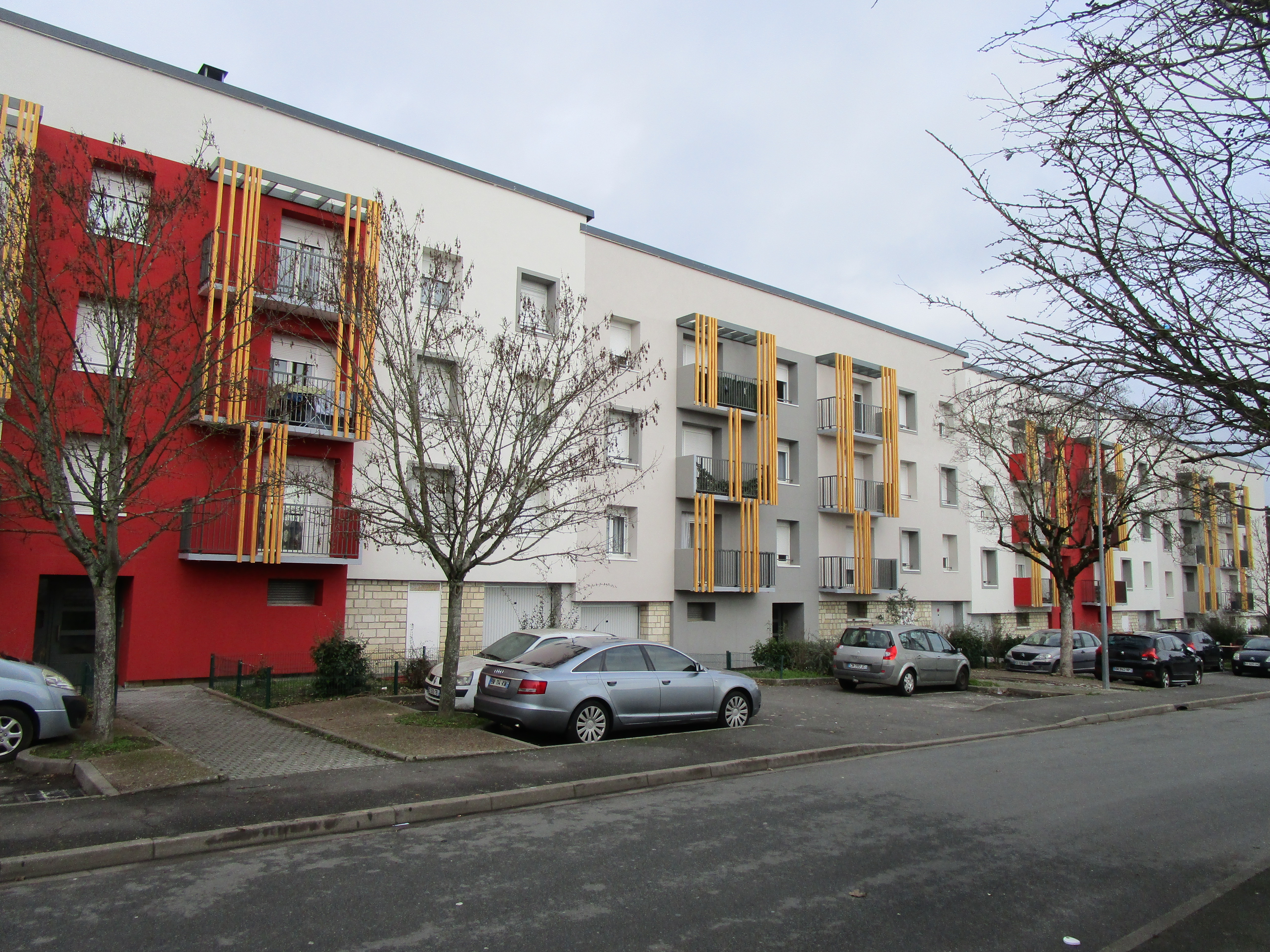
Immeuble rénové rue Joffre, en 2022.
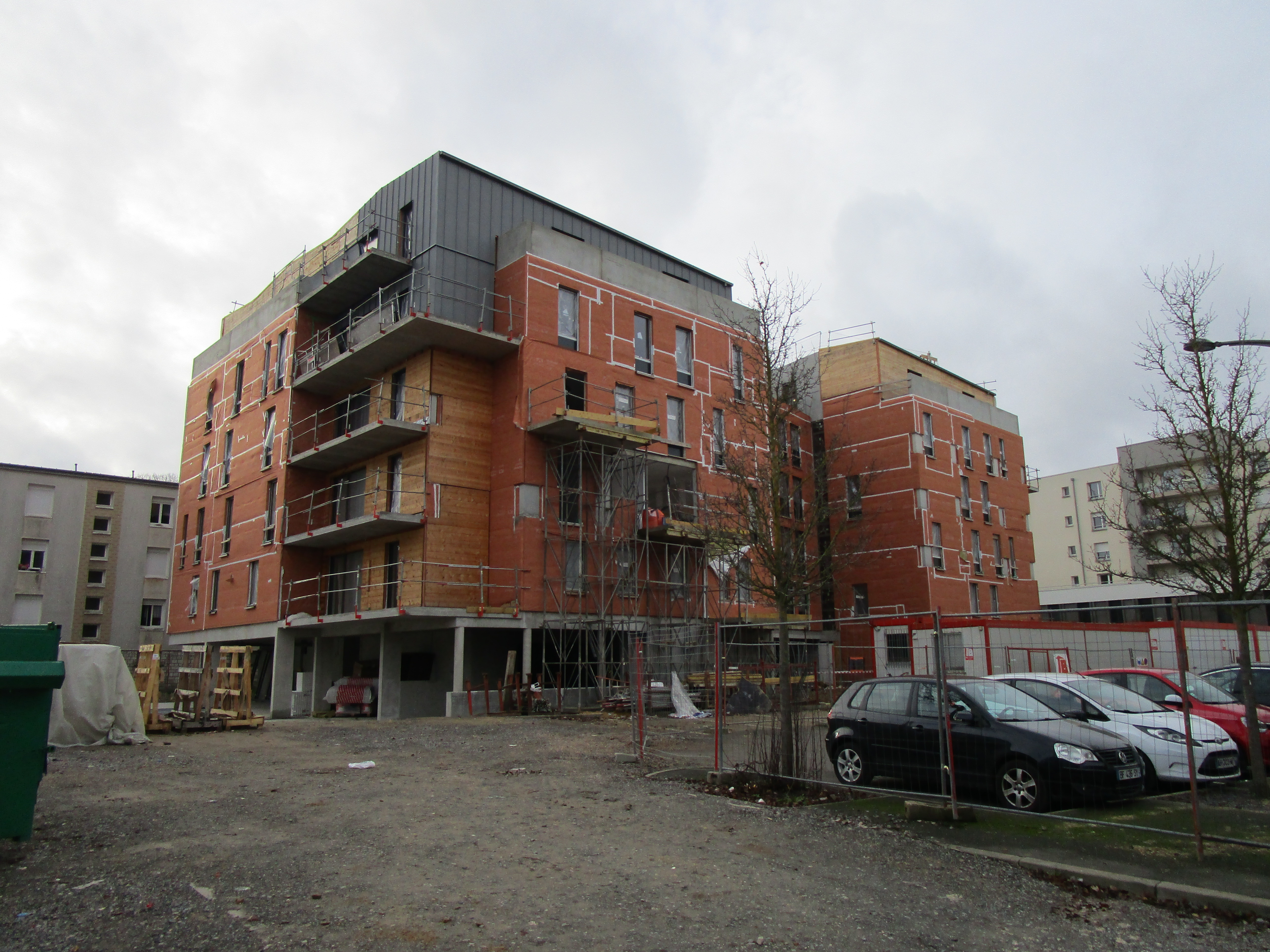
Construction de logements, ilot Gratias.

Au sud de la rue du Colonel-Picot, un nouveau bâtiment accueillant une crèche de 25 places et des espaces pour les jeunes et les familles doit être construit d'ici 2024, en remplacement de la crèche Delorme et du chalet, détruit en 2019 dans un incendie criminel. Un nouveau centre commercial accompagné d'un pole santé remplacera le square Marcel-Pagnol, tandis que l'ancien centre commercial, situé de l'autre côté de la ligne de tramway, sera détruit et remplacé par des espaces verts, d'ici 2027.

## Conditions de vie

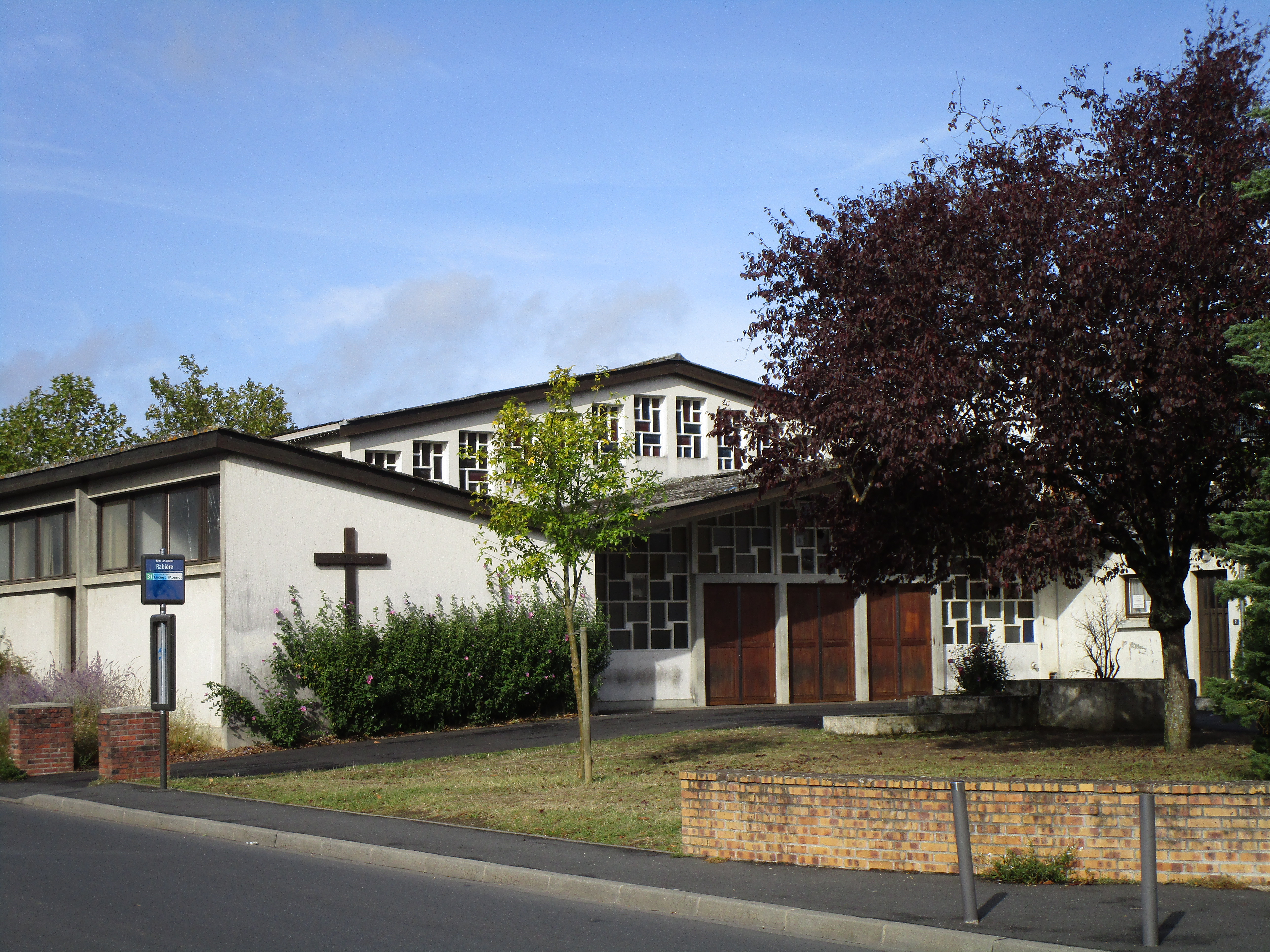
Église Saint-Joseph de la Rabière.

Les conditions sociales du quartier sont précaires, avec un fort taux de chômage et de pauvreté, et une population jeune. En 2018, 41 % du quartier est âgé de moins de 25 ans, contre 31 % pour la commune de Joué-lès-Tours. En 2018, le revenu médian des ménages par unité de consommation se situe à 1 050 euros par mois, contre 1 680 pour la médiane de la ville et 1 800 pour l'agglomération. Les revenus des habitants du quartier sont pour 52 % issus du travail, 29 % de prestations sociales et le reste de pensions de retraite. 
En 2018, le taux de pauvreté se situe à 53,3 % des foyers du quartier, en retenant le seuil de 60 % des revenus médians en France, contre 19 % pour l'ensemble de la commune. En 2009, le taux de chômage se situe à 18,5 % et près de 88 % de ceux qui ont un emploi sont des ouvriers ou employés. Près de 70 % des logements du quartier sont des HLM,. 
De plus, le quartier est relativement excentré au sein de la métropole de Tours et les habitants dénoncent une ségrégation au sein de la commune de Joué-lès-Tours, le boulevard Jean-Jaurès marquant une frontière entre le centre-ville de classes moyennes et la cité populaire. En plus de ces difficultés sociales, les acteurs locaux notent des problèmes de toxicomanie et dépression notamment.
La Rabière est classée en tant que « quartier prioritaire de la politique de la ville », le deuxième plus peuplé de la métropole après le Sanitas, et figure parmi les « quartiers de reconquête républicaine » depuis 2018. Il présente en effet des problèmes de petites délinquances récurrents, surtout du trafic de drogues, du vandalisme et des incivilités. Parmi les troubles les plus courants, on note surtout les incendies criminels de voitures, environ 70 durant les deux derniers mois de l'année 2018, un pic de violences,. Le chalet de la Rabière, centre de loisirs pour les jeunes du quartier, est détruit dans un incendie criminel en 2019, tandis que la même année, un agent de sécurité du centre aquatique est violemment agressé. Ces évènements conduisent le maire de la ville à demander l'aide de la préfecture afin de « mettre fin à cette escalade de violence qui, si rien est fait, pourrait déboucher sur une issue dramatique ».

## Services publics

### Transports

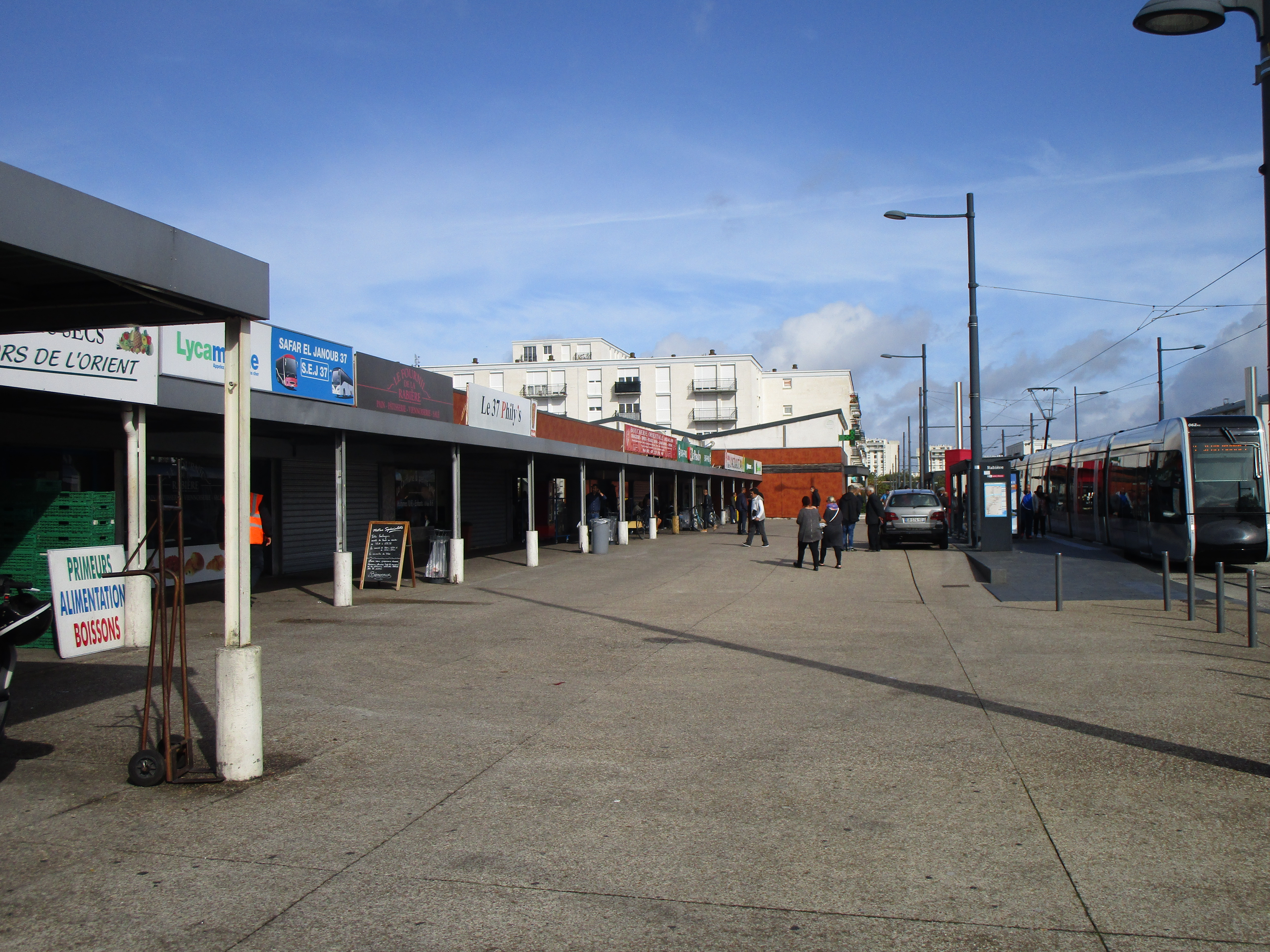
Commerces et tramway.

Depuis septembre 2013, le quartier est desservi par la première ligne du tramway de Tours, qui le relie directement avec le centre de Tours en passant par le centre ville de Joué-lès-Tours et le quartier des Deux-Lions notamment. L'aménagement est vu comme un moyen de désenclaver le quartier dans le cadre d'une convention avec l'agence nationale pour la rénovation urbaine et permet la refonte de certains abords. Il marque deux arrêts dans le quartier : « Rabière » en face du centre commercial et « Bulle d'O » (anciennement « Stade Jean-Bouin ») à proximité du stade et de la tour Pradier.

### Éducation

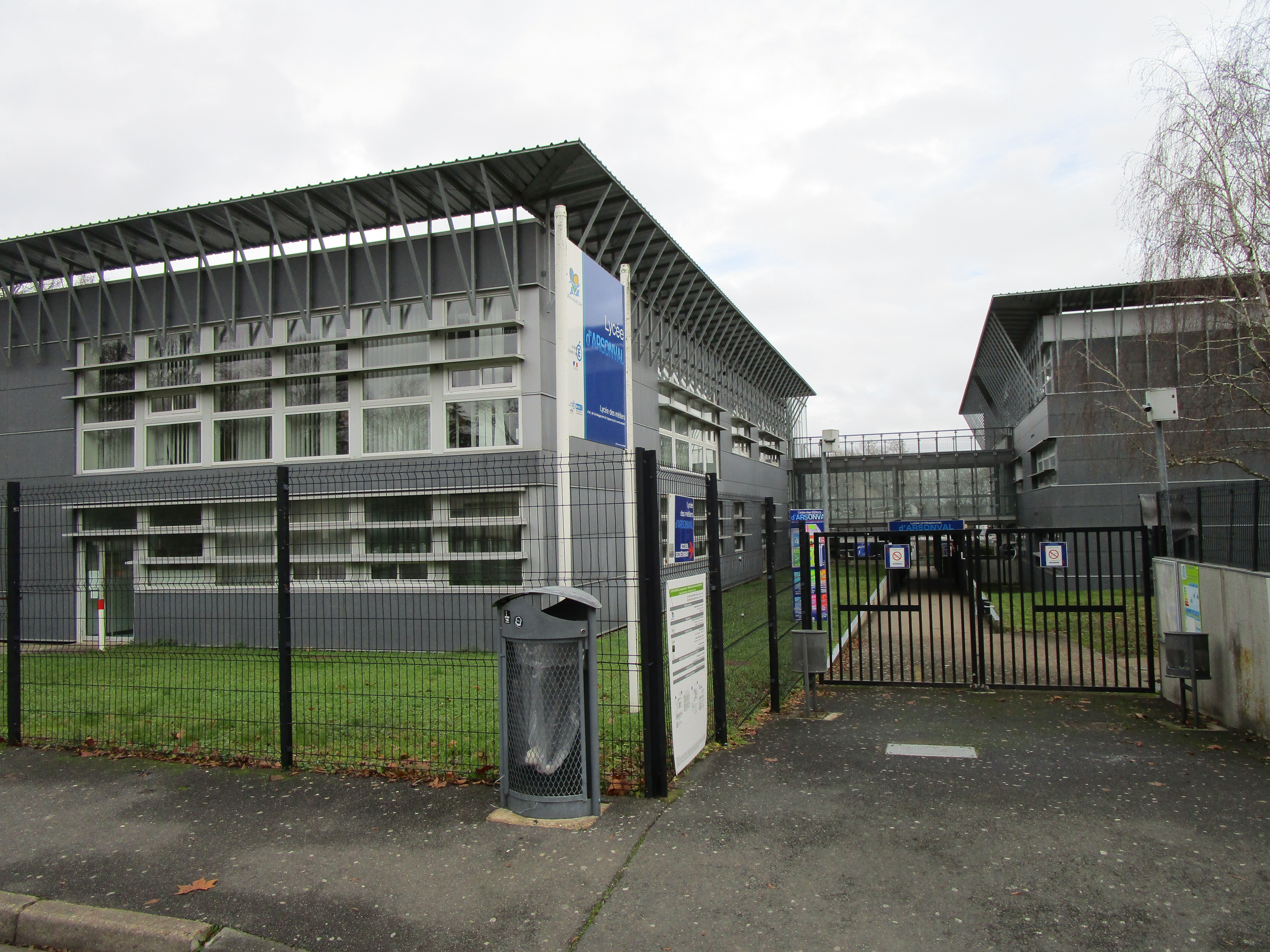
Le lycée professionnel d'Arsonval.

Au cœur du quartier, on trouve l'école maternelle Paul Langevin jouxtant l'école élémentaire Rotière, pour un total de 500 élèves et inaugurés en 1995,. Plus à l'est, l'école primaire Mignonne ouverte en 1971 accueille environ 400 élèves. 
À l'est du quartier, on trouve le collège de la Rabière et le lycée professionnel d'Arsonval. Ouvert en 1966, le premier accueille entre 300 et 340 élèves, dont la moitié intègre ensuite un lycée général. Tous les établissements susmentionnés sont classés REP+. Le lycée professionnel, ouvert en 1970, accueille plus de 350 élèves spécialisés dans le bâtiment, l'ébénisterie, l’agencement, la tapisserie ou l'ameublement notamment.

### Autres installations
Dans le sud du quartier, la piscine municipale Jean-Bouin est construite en 1973 à proximité du stade du même nom mis en service en 1974 avec une tribune de 600 places. En 2016, le centre aquatique « Bulle d'O » est inauguré entre ces deux équipements. Géré en régie municipale, il contient deux bassins de 25 mètres intérieurs et extérieurs, ainsi que toboggans et espace saunas,. En 2018, il accueille près de 180 000 usagers. Particulièrement vieillissante, la piscine Jean-Bouin est fermée en 2018 et démolie l'année suivante. 